# El Fasher
El Fasher  ou Al-Fashir (en arabe الفاشر) est la capitale de la province du Darfour du Nord au Soudan. La ville est également le siège de l'autorité régionale du Darfour.

## Histoire
La route transafricaine 6  N'Djamena-Djibouti passe par El Fasher. La ville est un poste caravanier ancien et la capitale du sultanat des Fours, fondé à la fin du XVIIIe siècle. L'afflux de l'aide humanitaire des Nations unies pour le Darfour a contribué à un certain essor économique et démographique de la ville. Les quartiers généraux de la mission d'assistance des Nations unies (MINUAD) se trouvent à El Fasher.
Le camp de réfugiés de Zamzam est créer en 2004 a 15 km du sud de la sud.
Avec le conflit soudanais qui débute en 2023, de nombreux habitants du Darfour se réfugient à El Fasher et dans le camp de Zamzam pour échapper à l'avancée et aux exactions des Forces de soutien rapide (FSR). La population de la ville passe à 1,5 ou 2 millions d'habitants dont 800 000 réfugiés,,.
À partir de mai 2024, El Fasher est le lieu d'une intense bataille du conflit entre les FSR d'un côté et l'armée régulière, soutenue par deux factions armées, l'Armée de libération du Soudan (branche de Minni Minnawi) et le Mouvement pour la justice et l'égalité. Cette bataille entraîne l'exode d'au moins 800 000 personnes (chiffre cumulé jusqu'en novembre).
21 avril 2025 : au moins 30 personnes sont tuées dans des tirs d’artillerie des paramilitaires sur la ville assiégée .

## Démographie
La population d'El Fasher est très majoritairement composée de Zaghawas.